# 波尼奇夫
50°51′15″N 24°22′43″E / 50.85417°N 24.37861°E
波尼奇夫（烏克蘭語：Поничів），是烏克蘭西北部的村莊，隸屬沃倫州的沃洛德米爾區。該村始建於1835年，面積1.31平方公里，海拔高度199米，2001年人口213，人口密度每平方公里162.6人。